# Tarany
Tarany je vas na Madžarskem, ki upravno spada v podregijo Nagyatádi Šomodske županije. V Taranyu živi nekaj Slovencev, ki so ohranili svoj jezik in nekaj ljudskih šeg (glej: Šomodski Slovenci).